# Dejan Bożkow
Dejan Marinow Bożkow, bułg. Деян Маринов Божков (ur. 3 lipca 1977 w Szumenie) – bułgarski szachista i trener szachowy (FIDE Senior Trainer od 2012), arcymistrz od 2008 roku.

## Kariera szachowa
Wielokrotnie startował w finałach indywidualnych mistrzostw Bułgarii, największy sukces w tych rozgrywkach odnosząc w 2009 w Błagojewgradzie, gdzie zdobył złoty medal. W 2005 wystąpił w reprezentacji kraju na rozegranych w Göteborgu drużynowych mistrzostwach Europy.
Normy na tytuł arcymistrza wypełnił w latach 2004/05 (na drużynowych mistrzostwach Francji), 2006 (w Izmirze) oraz 2008 (w Płowdiwie, na indywidualnych mistrzostwach Europy).
Inne sukcesy na arenie międzynarodowej:
- dwukrotnie dz. II m. w Stambule (2001, za Hristosem Banikasem, wspólnie ze Spiridonem Skiembrisem oraz na mistrzostwach państw bałkańskich, za Wasylem Spasowem, wspólnie z Marijanem Petrowem),
- dz. I m w Warnie (2003),
- III m. w Kishu (2003, za Ehsanem Ghaemem Maghamim i Władimirem Georgijewem),
- I m. w Saint-Lô (2004),
- III m. w Castelldefels (2004, za Anthony Kostenem i Leonidem Miłowem(inne języki)),
- dz. I m. w Neuhausen am Rheinfall (2005, wspólnie z Milenem Wasiljewem),
- dz. I m. w Fouesnant (2006, wspólnie z Damienem Le Goffem(inne języki)),
- I m. w Guingamp (2007),
- dz. I m. w Sant’Anastasia (2007, wspólnie m.in. z Wencisławem Inkiowem),
- dwukrotnie I m. w Groningen (2007, 2008),
- I m. w Verii (2008),
- dz. II m. w Płowdiwie (2008, otwarte mistrzostwa Bułgarii, za Walentinem Jotowem, wspólnie m.in. z Władysławem Niewiedniczym, Dimityrem Donczewem, Julianem Radulskim i Atanasem Kolewem),
- dz. I m. w Cetinje (2009, wspólnie z Nikola Djukiciem).

Najwyższy ranking w dotychczasowej karierze osiągnął 1 listopada 2011, z wynikiem 2553 punktów zajmował wówczas 11. miejsce wśród bułgarskich szachistów.